# أبو حفص الكبير
أبو حفص أحمد بن حفص بن الزبرقان بن عبد الله بن أبجر العجلي البخاري الحنفي، المعروف باسم «أبي حفص الكبير» (150-217هـ / 767-832م) فقيه علامة حنفي، يلقب بشيخ ما وراء النهر، وفقيه المشرق، وهو والد العلامة شيخ الحنفية أبي عبد الله محمد بن أحمد بن حفص الفقيه. أخذ عن محمد بن الحسن الشيباني، وله أصحاب كثير ببخارى، وكان في زمن محمد بن إسماعيل البخاري صاحب الصحيح.
ارتحل، وصحب محمد بن الحسن الشيباني مدة، وبرع في الرأي، وسمع من وكيع بن الجراح، وأبي أسامة وهذه الطبقة. وسمع أيضاً من هشيم بن بشير، وجرير بن عبد الحميد، والرواية عنه تعزّ. ولقي أبا يوسف ومالك بن أنس وسمع سفيان بن عُيينة والفضيل ووكيعًا وعبد الله بن المبارك وجماعة، ولازم محمد بن الحسن حتى صار إمامًا كبيرًا، وله أصحاب لا يحصون، وأخوه سهل أكبر سنًا منه، وكان يؤم محمدًا في التراويح، وقال محمد: ما حمل مني هذه الكتب أصح من أبي حفص.

## فضله وثناء العلماء عليه
قال عبد الله بن محمد بن عمر الأديب: سمعت الليث بن نصر الشاعر يقول: تذاكرنا الحديث: «إن على رأس كل مائة سنة من يصلح أن يكون علم الزمان»، فبدأت بأبي حفص أحمد بن حفص، فقلت: هو في فقهه وورعه وعمله يصلح أن يكون علم الزمان، ثم ثنيت بمحمد بن إسماعيل البخاري، فقلت: هو في معرفة الحديث وطرقه يصلح أن يكون علماً، ثم ثلثت بأحمد بن إسحاق السرماري، فقلت: رجل يقرأ على منبر الخليفة هاهنا يقول: شهدت مرة أن رجلاً وحده كسر جند العدو -عنى نفسه- فإنه يصلح أن يكون علم الزمان. قالوا: نعم.

## وفاته
مات أبو حفص ببخارى في المحرم سنة سبع عشرة ومائتين (217هـ).